# バナナ・ビール

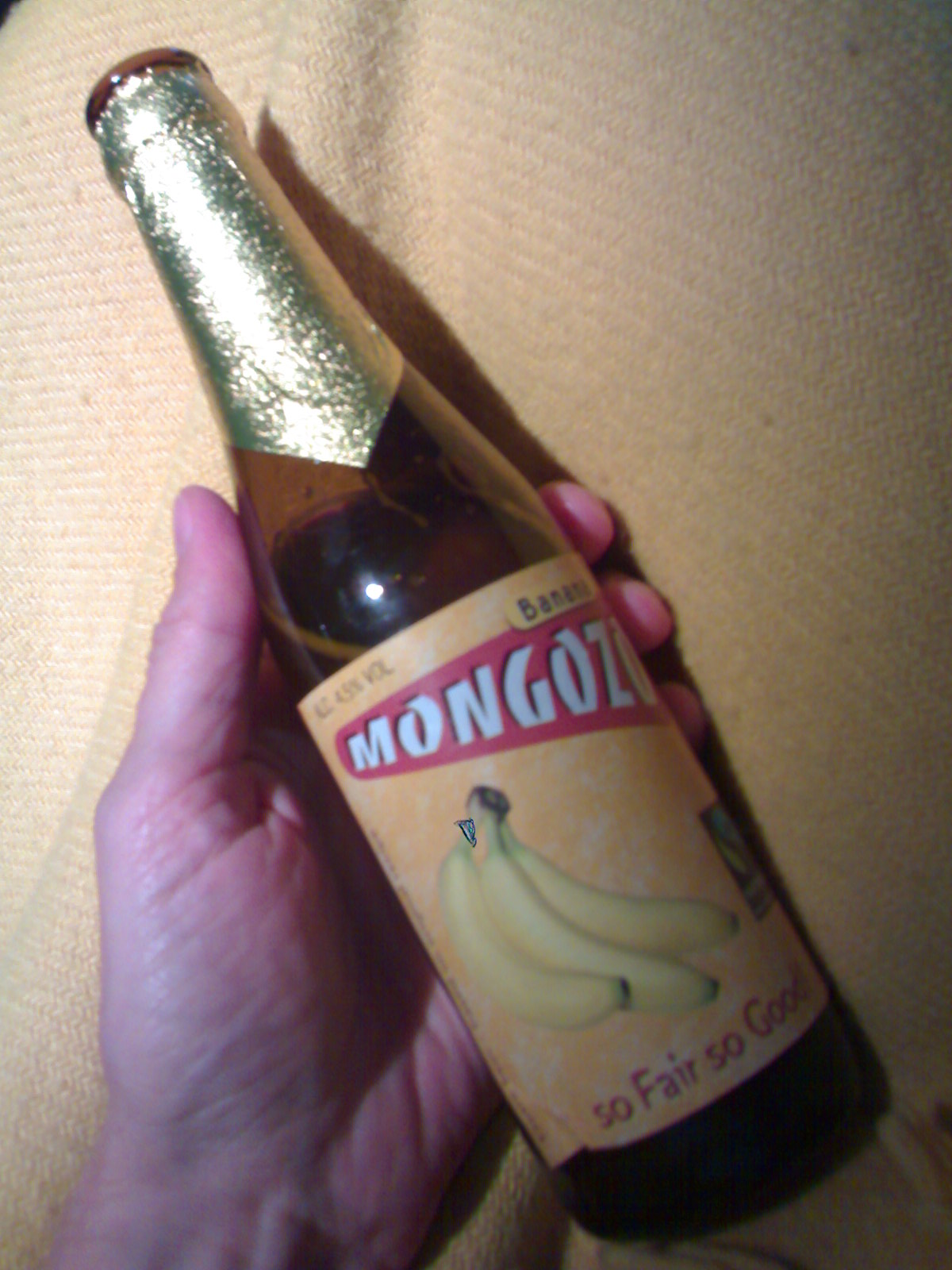
ベルギー製のバナナビール

バナナ・ビール（Banana beer）は、潰したバナナを醗酵させて出来るアルコール飲料である。アルコール含有量は約4.8%である。この種のビールはケニア、ウガンダとタンザニアで生産、消費されている。膨張剤にはモロコシ、雑穀やトウモロコシの粉が使用されている。

## 名称
バナナ・ビールは、ケニアではウルワガ（urwaga）、ウガンダではルビシ（lubisi）、ルワンダとブルンジではウルワグワ（urwagwa）という名称で知られており、儀式や式典で飲まれている。ウガンダではバナナと膨張剤のみで作られるムウェンゲ（mwenge）と呼ばれる類似の飲料がある。バナナ・ビールはカシクシ（Kasiksi）、ルワビトケ（rwabitoke）、ウルウェデンシヤ（urwedensiya）、ウルワリム（urwarimu）やミリンダ・カキ（Milinda kaki）と呼ばれることがあることも分かっている。

## 製造
バナナ・ビールは熟した（但し、熟し過ぎていない）バナナから作られる。バナナの熟成を促進するために地面に穴を掘り、乾燥したバナナの葉を詰めてから火を点ける。その上に新鮮なバナナの葉を敷き詰めて、その上に熟成していないバナナを載せる。それから更に新鮮なバナナの葉と枝で覆う。4日から6日でバナナは十分に熟成する。この方法は乾季でのみしか適用できないが、雨季の期間にはバナナを調理の火の傍に置いて熟成させる。
バナナ・ビールに使われるバナナには、えぐ味のあるイギカシ種（igikashi）とまろやかな味のイギサヒラ種（igisahira）の2種類がある。バナナ・ビールは、イギカシ種を1/3とイギサヒラ種を2/3混ぜて作る。一旦バナナを熟成させ、皮を剥く。もし手で皮が剥けなければ、そのバナナは十分に熟成していない。皮を剥いた後、柔らかくなるまでバナナをこねる。果汁を澄んだ果汁になるように濾し、水で薄める。モロコシを挽き、軽く炒った後で果汁に加える。醗酵するようにこの混合液を24時間おいてから濾す。
濾過された後でビールはガラス製かプラスチック製の壜に詰められる。商用に生産されるビールは醗酵を止め、賞味期限を延ばすために瓶詰めされる前にまず低温殺菌される。

## ブランド
商業販売されているブランド：
- ウェルズ・バナナパン・ビール（Wells Banana Bread Beer）
- モンゴゾ・バナナ・ビール（Mongozo Banana Beer）[8]
- ラハ（Raha）
- アガシャ（Agashya）